# Heinz Diesen
Heinz Diesen (* 10. August 1943) ist ein ehemaliger deutscher Fußballspieler.

## Werdegang
Der Abwehrspieler Heinz Diesen begann seine Karriere beim SVA Gütersloh und wechselte im Jahre 1969 zur DJK Gütersloh, die gerade in die Regionalliga West aufgestiegen war. Mit den Güterslohern konnte sich Diesen im Jahre 1974 für die neu geschaffene 2. Bundesliga qualifizieren. Er feierte sein Debüt in der 2. Bundesliga am 3. August 1974 bei der 2:5-Niederlage der Gütersloher beim 1. SC Göttingen 05. Am Saisonende verließ er die DJK Gütersloh mit unbekanntem Ziel. Für die DJK absolvierte er 15 Zweitligaspiele, in denen er zwei Tore erzielte und 119 Regionalligaspiele, bei denen ihm acht Tore gelangen.